# زاغمرز (ميان كالة)
زاغمرز (بالفارسية: زاغمرز) هي قرية تقع في إيران في قسم ميان كالة الريفي. يقدر عدد سكانها بـ 5,830 نسمة .